# ショーン・クリッピン
ショーン・クリッピン（Sean Cribbin、1998年8月20日 - ）は、アイルランドのラグビー選手。

## プロフィール
- アイルランド・ダブリン出身[1]。
- ポジションはフルバック(FB)。
- 身長 178cm、体重 80kg

## 略歴
2022年、ラグビーワールドカップセブンズ2022の7人制アイルランド代表に選ばれて3位に貢献。